# Gabrielle Haugh
Gabrielle Haugh (Sacramento, California, 7 de enero de 1996) es una modelo y actriz estadounidense conocida por interpretar el papel de Jade Michaels en la telenovela Days of Our Lives de la NBC.

## Primeros años
Haugh estudió teatro, teatro musical y danza en el instituto antes de mudarse a Los Ángeles en 2014 a la edad de 18.

## Carrera
A Haugh la representa la empresa Cast Imags. Durante su época de modelo trabajó para la línea de ropa Forever 21, Jeweliq y la marca Bobi Los Ángeles, así como para publicaciones como la revista GEV. En 2015, trabajó en el vídeo de The Dose "Cold Hands". Ese mismo año, consiguió un pequeño papel frente a James Franco en la película  The Long Home en el papel de Grace Blalock. En 2016, Haugh consiguió su primer papel protagonista en la película de terror El Hombre de Medianoche en el rol de Alex Luster, una chica que convoca a una criatura llamada el Hombre de Medianoche. En diciembre de 2016 se anunció que formó parte del reparto de la telenovela Days of Our Lives telenovela de la NBC interpretando a Jade Michaels. Hizo su primera aparición el 17 de enero de 2017. En junio de 2017, Soaps.com anunció que Haugh dejaría la serie en julio de 2017.

## Filmografía
| Año  | Título                  | Papel           | Notas  |
| ---- | ----------------------- | --------------- | ------ |
| 2016 | The Midnight Man        | Alex Luster     |        |
| 2017 | The Institute           | Allison         |        |
| 2017 | Jeepers Creepers 3      | Addison Brandon |        |
| 2018 | The Long Home           | Grace Blalock   |        |
| 2019 | Headlock                | Amelia          |        |
| 2023 | Monstruos de California |                 | [ 14 ] |
| 2024 | Boneyard                | Selena          |        |

| Año  | Título                           | Papel         | Notas                      |
| ---- | -------------------------------- | ------------- | -------------------------- |
| 2016 | Madre, mayo I Sueño con Peligro? | Vampiro       | Película de televisión     |
| 2017 | Por trece razones                | Laura         | 2 episodios                |
| 2017 | Days of Our Lives                | Jade Michaels | Personaje fijo en la serie |
| 2018 | Grown-ish                        | Emily         | 1 episodio                 |